# Robert Mathew
Robert Mathew (9 mai 1911 - 8 décembre 1966) est un avocat et homme politique britannique.

## Biographie
Issu d'une famille militaire (son père est major-général), Mathew fait ses études au Collège d'Eton et au Trinity College de Cambridge. Il étudie pour le barreau et est appelé à Lincoln's Inn en 1937. Il rejoint l'armée territoriale dans le King's Royal Rifle Corps et pendant la Seconde Guerre mondiale et sert en Italie et en Grèce ainsi qu'au Collège d'état-major. Il termine la guerre avec le grade de lieutenant-colonel.
Il est démobilisé très tôt en tant que candidat parlementaire, se présentant dans le South Ayrshire pour le Parti conservateur aux élections générales de 1945. Il se représente au même siège lors d'une élection partielle en 1946, ayant entre-temps été élu au conseil de l'arrondissement de Chelsea pour le quartier Hans Town. Il se présente à Rochester et Chatham aux élections de 1950 et 1951, un siège potentiellement gagnable.
Mathew est choisi pour le siège sûr de Honiton et l'emporte aux élections générales de 1955. Derek Walker-Smith, qui est ministre de la Santé, le choisit comme Secrétaire parlementaire privé de 1957 à 1960 et également en 1964. Il est Sous-secrétaire d’État aux Affaires étrangères en 1964. Bien qu'il soit un député d'arrière-ban, les opinions de Mathew sont considérées comme importantes; son ferme soutien à l'adhésion britannique à la Communauté économique européenne lorsque le gouvernement Macmillan demande l'adhésion a beaucoup contribué à solidifier l'opinion conservatrice.
Mathew est mort dans son sommeil en décembre 1966 à l'âge de 55 ans.